# Coccophagus nigropleurum
Coccophagus nigropleurum är en stekelart som beskrevs av Girault 1917. Coccophagus nigropleurum ingår i släktet Coccophagus och familjen växtlussteklar.
Artens utbredningsområde är Uganda. Inga underarter finns listade i Catalogue of Life.